# Lindberga landskommun
Lindberga landskommun var en tidigare kommun i Hallands län.

## Administrativ historik
Kommunen bildades vid kommunreformen 1952 genom sammanslagning av landskommunerna Lindberg, Stamnared, Torpa och Valinge. Landskommunen upplöstes 1971 då området gick upp i Varbergs kommun.

### Kyrklig tillhörighet
I kyrkligt hänseende tillhörde kommunen församlingarna Lindberg, Stamnared, Torpa och Valinge.

## Kommunvapnet
Blasonering: I fält av guld en från ett grönt treberg uppväxande grön lind med fem grenar, vardera med två blad och en röd ros utan foderblad.
Vapnet fastställdes av Kungl Maj:t år 1951. Det symboliserar dels ortnamnet Lindberg, dels den i socknen födde lundabiskopen Birger Gunnersen (biskop 1497-1519) som hade ett liknande vapen. Gunnersens symbolik var Kristi fem sår och tio Guds bud.

## Geografi
Lindberga landskommun omfattade den 1 januari 1952 en areal av 101,74 km², varav 99,52 km² land.

### Tätorter i kommunen 1960
I Lindberga landskommun fanns tätorten Trönninge, som hade 214 invånare den 1 november 1960. Tätortsgraden i kommunen var då 7,0 procent.

## Politik

### Mandatfördelning i valen 1950-1966
| 6 |  | 17 | 5 | 6 |

| 34 |

| 6 | 7 | 13 | 4 | 5 |

| 34 |

| 7 | 19 | 3 | 6 |

| 31 |

| 8 | 19 | 3 | 5 |

| 30 | 5 |

| 7 | 18 | 4 | 6 |

| 30 | 5 |